# Brauerei Horneck
Die Brauerei Horneck (auch Hornecker) ist eine Bierbrauerei im niederbayerischen Elsendorf, einer Gemeinde im Landkreis Kelheim. Die Brauerei hatte 2008 eine Jahresproduktion von 80.000 Hektolitern. Zusätzlich werden Erfrischungsgetränke hergestellt.

## Geschichte
Die Brauerei geht auf eine Gast- und Tafernwirtschaft mit Landwirtschaft von 1700 zurück. 1881 wurde die Brauerei erbaut und zuerst nur dunkles Bier gebraut. Die Brauerei mit Mälzerei, die Gast- und Landwirtschaft befinden sich von Anfang an in Familienbesitz der Stempfhubers.

## Brauverfahren
Für alle Getränke wird natriumarmes Trinkwasser aus eigenen Tiefbrunnen genutzt. In der hauseigenen Landwirtschaft wird der verwendete Hopfen und auch die Braugerste angebaut. Zusätzliche Braugerste stammt aus der Region.

## Produkte
Die Produktpalette umfasst die Biersorten Hornecker Vollbier Hell, Hallertauer Hopfentrunk Hell, Hornecker Edel-Hell, Hornecker Spezial, Hornecker Dunkel, Hornecker Pils, Hornecker Hefe-Weizen Export Hell, Hornecker Radler und Hornecker Hefe-Weizen Export Dunkel.
Daneben werden die alkoholfreien Getränke Abenstaler Zitronenlimonade, Abenstaler Orangenlimonade, Abenstaler Cola-Mix, Abenstaler ACE Orange-Karotte-Getränk, Hornecker Zitronenlimonade, Hornecker Orangenlimonade, Hornecker Cola-Mix, Apfelschorle 50 % Tafelwasser produziert.
Das Abenstaler Mineralwasser wird als spritzig, medium und naturell hergestellt und vertrieben. Die Abfüllung erfolgt 20 × 0,5 l Glas, in 12 × 0,7 l Normbrunnenflaschenkästen und in 12 × 1 l PET-Gebinden.
Abgefüllt wird in Kronkorkenflaschen, Schraubverschlussflaschen und Fässern.